# Alexey Alyapin
Alexey Alyapin – kazachski judoka.
Startował w Pucharze Świata w 2000. Brązowy medalista mistrzostw Azji w 1999 roku.